# Uji (sanctuar)

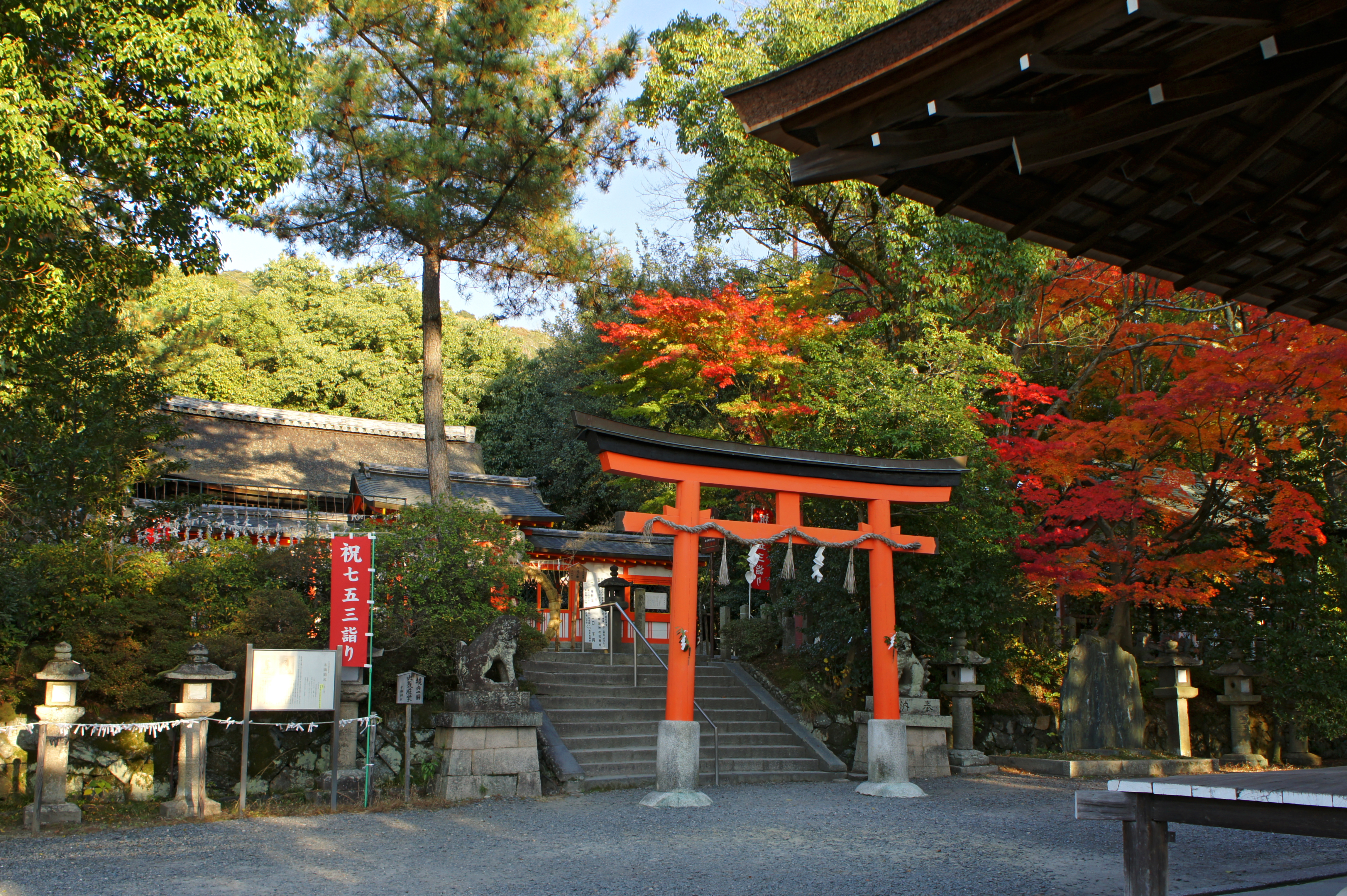
Sanctuarul Uji

Uji (宇治神社 uji-jinja?) este un sanctuar șintoist (jinja) din orașul Uji în prefectura Kyoto, Japonia. Până la Restaurația Meiji (1968) complexul, compus din Uji-jinja (atunci Rikyu-Shimo) și Ujigami-jinja (pe atunci Rikyu-Kami), era cunoscut sub denumirea comună de Rikyu-jinja.

## Istoric
- Conform rezultatelor analizei dendrocronologice, sanctuarul a fost construit în jurul anului 1060 și este considerat cel mai vechi sanctuar șintoist. Se presupune că fondarea sanctuarului ar fi avut legătură cu construirea templului buddhist Byodo-In în 1052.

## Fotogalerie

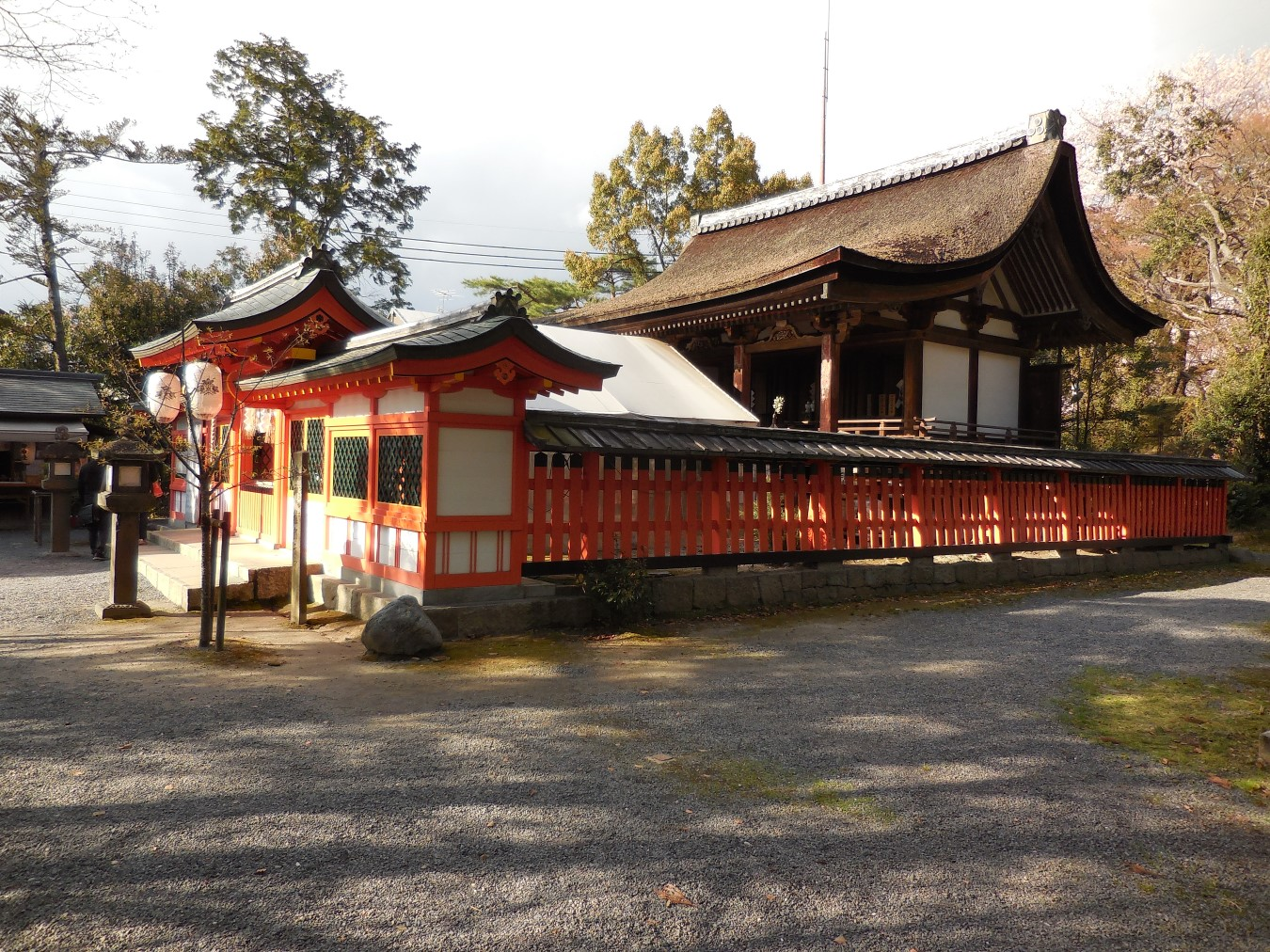
Honden
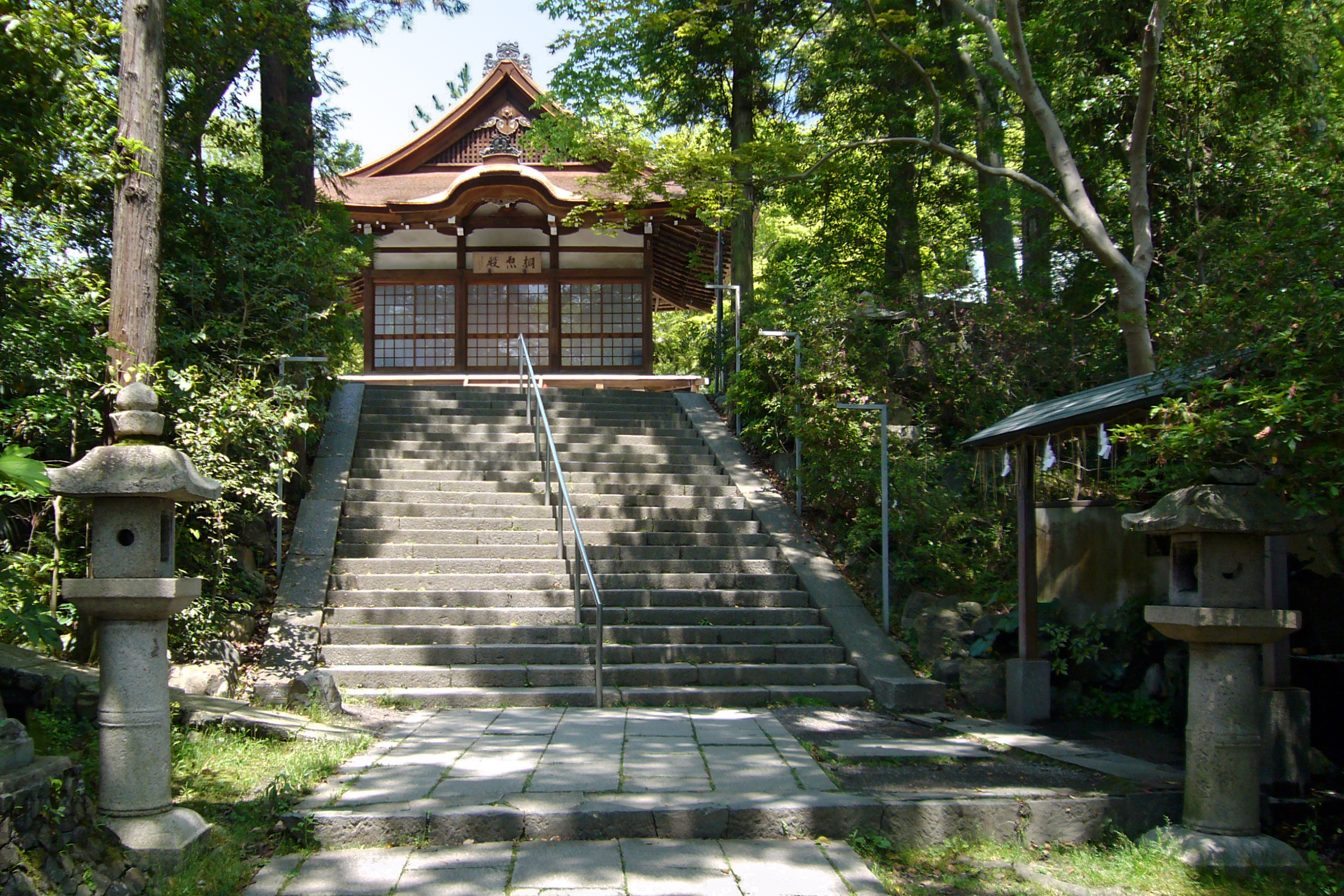
Haiden, sala pentru ceremonii religioase sau practici de artă oratorică, vederea din faţă
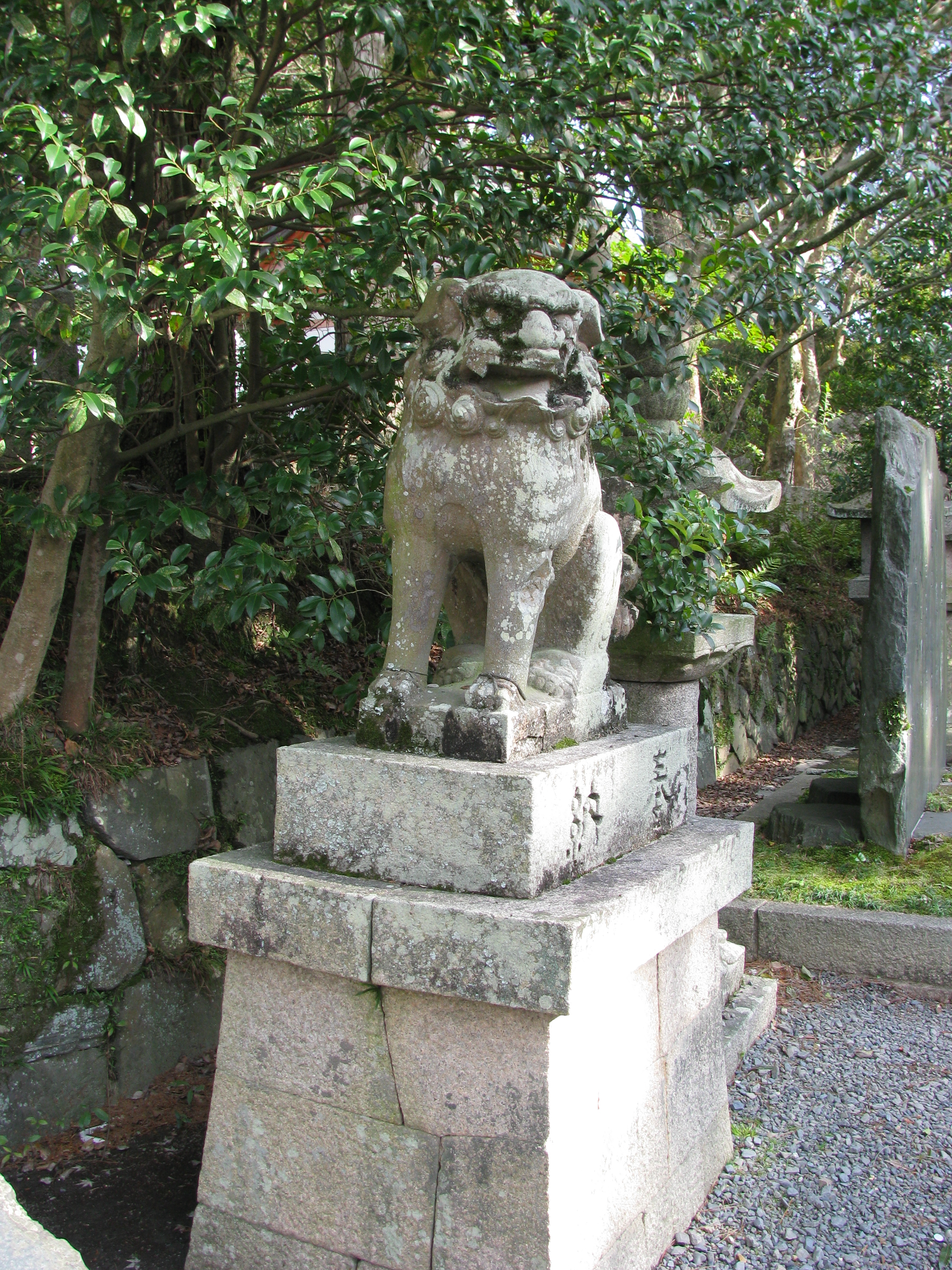
Komainu
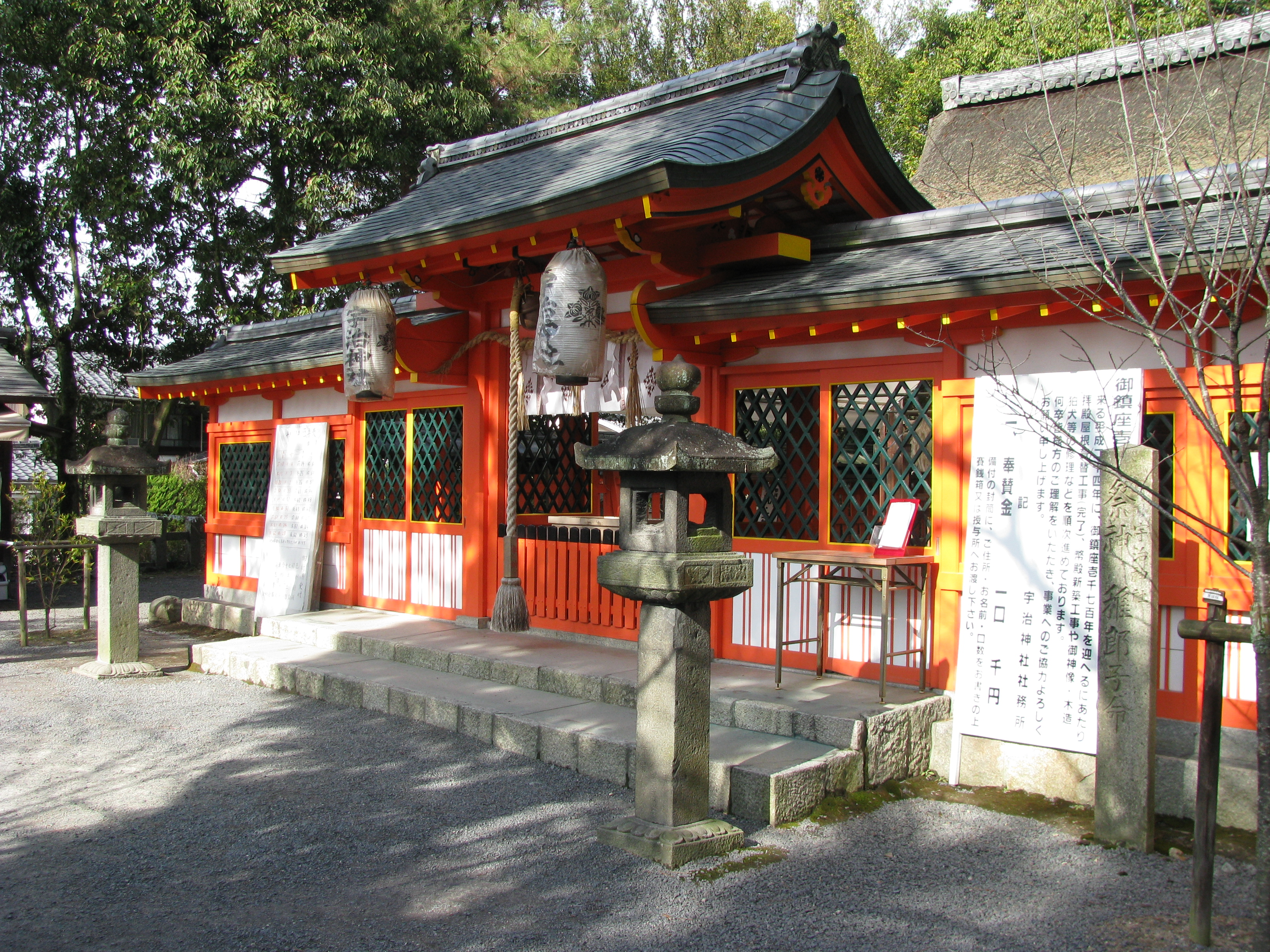
Chū-Mon (中門), intrarea centrală
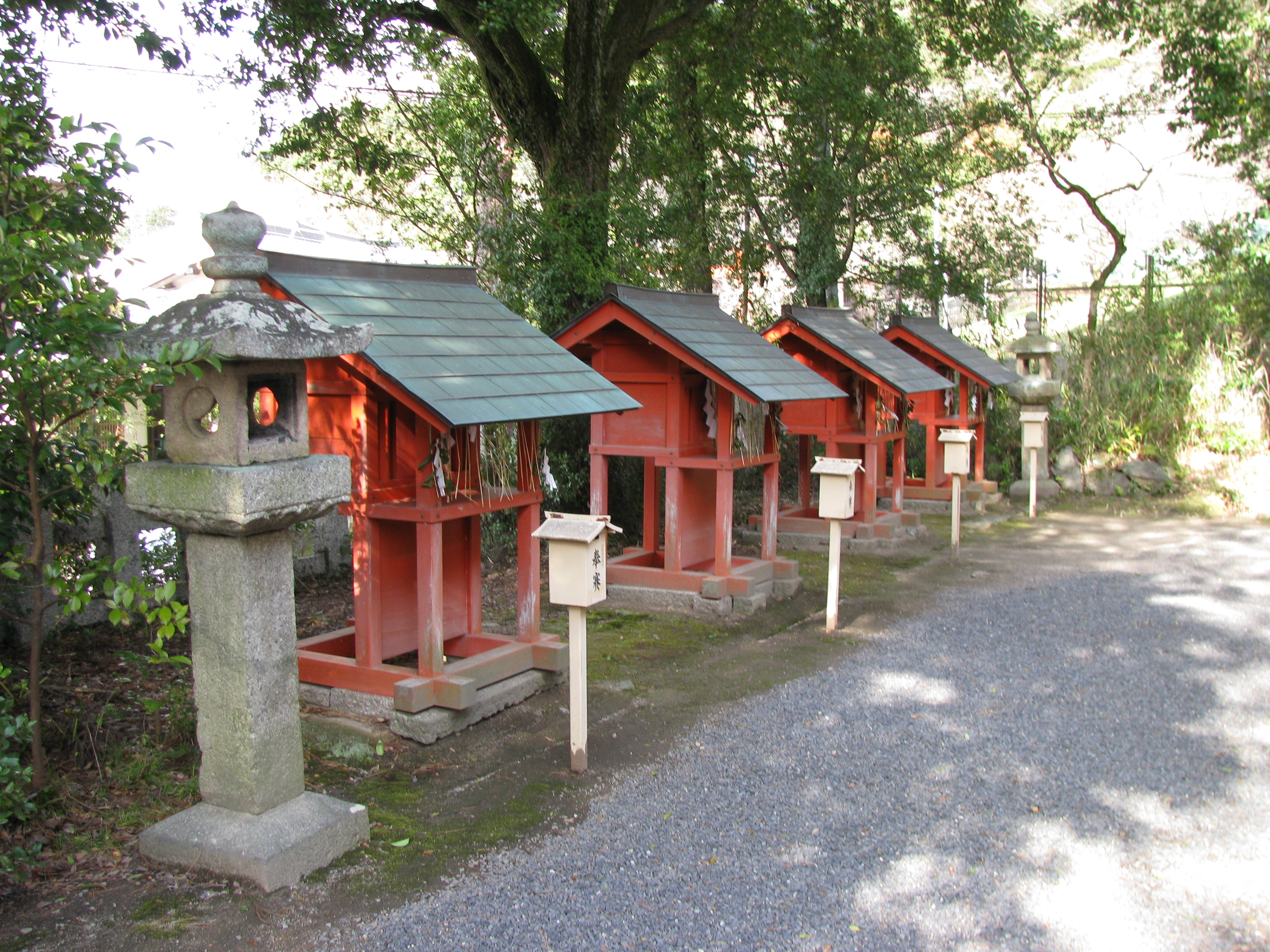
Setsumatsusha, sanctuare mici cu rol auxiliar